# Giulio Prinetti
Giulio Nicolò Prinetti Castelletti (Milano, 6 giugno 1851 – Roma, 9 giugno 1908) è stato un imprenditore e politico italiano.
Fu Ministro degli esteri e dei lavori pubblici, oltre che fondatore della casa automobilistica Prinetti & Stucchi.

## Biografia
Di nobile famiglia meratese, era figlio del marchese Luigi Prinetti Castelletti, che fu sindaco di Merate nel 1864. I fratelli del padre, Ignazio e Carlo, furono nominati senatori del regno, rispettivamente nel 1860 e nel 1874.
Eletto deputato nel 1882, si mise ben presto in luce tra i conservatori. Ottenuto il dicastero dei lavori pubblici nel ministero Antonio Starrabba del 1897, si dimostrò ferreo ed integerrimo amministratore.
A fianco di Luigi Pelloux e Sidney Sonnino combatté contro l'estrema sinistra che, in un'epica battaglia parlamentare, impedì il colpo di Stato legalitario che la monarchia aveva promosso. Nel 1901, in conseguenza della sconfitta della destra reazionaria, attenuò le sue posizioni entrando nel democratico ed anticlericale gabinetto Zanardelli - Giolitti come Ministro degli Esteri e, in questa veste, strinse accordi con la Francia (Barrère-Prinetti del 1902) che, confermando i già esistenti accordi Visconti Venosta-Barrère, miravano a garantire all'Italia il benestare della Francia nella questione africana. Fece approvare il Decreto Prinetti, che proibiva l'emigrazione sussidiata, per evitare fenomeni di sfruttamento avvenuti specialmente in Brasile e difeso anche da Filippo Turati
Dopo che gli fu affidato il dicastero degli esteri, lasciò la società Prinetti & Stucchi, da lui fondata a Milano nel 1875, con il cognato Augusto Stucchi, per la produzione di biciclette e veicoli a motore, nella quale aveva chiamato a collaborare il giovane Ettore Bugatti.

### Il sottosistema Prinetti - Storia delle relazioni internazionali
Nel febbraio 1901 sale al Governo Zanardelli, che nomina Prinetti Ministro degli Esteri. Egli era intenzionato a valorizzare in ogni modo possibile le relazioni italo-francesi, tenendo in debita considerazione gli obblighi della Triplice Alleanza che di lì a poco sarebbe arrivata a scadenza.
Incomincia l'epoca dei giri di valzer della politica estera italiana, come rilevato amaramente dal Cancelliere tedesco Von Bulow. Con il riavvicinamento alla Francia, la politica estera italiana nei confronti del decadente Impero ottomano si fa più dura e coraggiosa, con l'obiettivo della conquista della Libia.
A fronte del rifiuto turco alla concessione dell'apertura di un ufficio delle poste a Bengasi, il Governo italiano invia due corazzate nella rada della città libica, con l'intenzione di ridurre il Sultano a più miti consigli; la Libia pare offrirsi all'Italia su un piatto d'argento, ma il Governo, al momento della verità sembra titubare nello sferrare il colpo decisivo, a causa di motivi tutti di politica interna, che vedevano i moderati eccessivamente prudenti nello scacchiere internazionale, a fronte di un maggior impegno nel campo delle riforme interne, viste come la priorità del Governo.
Ciononostante, in Europa c'è un sistema di relazioni internazionali estremamente favorevole all'Italia; Prinetti insiste nel pressing sui moderati, ma senza sortire alcun effetto. Si rivolge allora al piano diplomatico, dando forma a quello che verrà definito dalla storiografia italiana il "Sottosistema Prinetti". Tale tessuto diplomatico si basava su tre cardini:
1. marzo 1902, scambio di note con la Gran Bretagna. Si perfeziona lo scambio di note precedente intercorso tra Corti e Lord Salisbury; l'Italia ottiene da Londra la garanzia che in caso di modifica dello status quo in Libia vi sarebbe stato un preventivo incontro che ne determinasse le modalità, in modo da non ledere gli interessi italiani in quelle terre;
2. giugno 1902, dichiarazione annessa alla Triplice alleanza contestualmente rinnovata, nella quale l'Austria-Ungheria dichiara che non ha alcun interesse in Libia e che la considera esclusiva competenza del Regno d'Italia;
3. luglio 1902, scambio di note Prinetti-Barrère, che costituisce un ulteriore riavvicinamento alla Francia. Si sancisce la libertà d'azione italiana in Tripolitania anche nel caso in cui la Francia non compia alcun passo in Marocco. Infine, le due parti si accordano per una reciproca neutralità in caso di aggressione ad altra potenza, purché le intenzioni francesi vengano fatte conoscere a Roma preventivamente. Era, questo, un modo diplomatico per dire che l'Italia avrebbe potuto decidere se essere neutrale o meno in caso di una guerra scatenata dalla Francia.

Nella testa di Prinetti, però, manca un progetto di accordo per lo scacchiere balcanico, con il quale si sarebbe dovuto prevedere un sistema di compensazioni per l'Impero Austro-Ungarico in caso di eventuali progetti per le terre irredente di Trento e Trieste. Su questo piano, il Ministro degli Esteri italiano fallisce, ma ciononostante le opzioni per la Libia rimanevano ancora tutte aperte. Tuttavia, il desiderio coltivato da Zanardelli e Giolitti di porre mano alle necessarie riforme modernizzatrici per il Paese bloccò l'attuazione del progetto di Prinetti, che avrebbe senz'altro alzato il termometro in Europa.